# John Wodehouse (2e baron Wodehouse)
John Wodehouse (11 janvier 1771 - 31 mai 1846) est un pair britannique et un membre du Parlement.

## Biographie
Il est le fils aîné de John Wodehouse (1er baron Wodehouse) et de Sophia Berkeley.
Il est élu à la Chambre des communes pour Great Bedwyn en 1796, poste qu'il occupe jusqu'en 1802. Aux élections générales de cette année-là, il se présente dans le Norfolk, mais est battu par Thomas Coke et Sir Jacob Astley. Il est également battu par Coke et William Windham aux élections de 1806. Il est nommé Lord Lieutenant du Norfolk en 1821 . Il représente plus tard Marlborough de 1818 à 1826. En 1834, il succède à son père à la baronnie et entre à la Chambre des lords en tant que conservateur. Wodehouse est un Peelite et donne pouvoir au ministère de voter l'abrogation des Corn Laws chez les Lords peu de temps avant sa mort .

## Famille
Lord Wodehouse épouse Charlotte Laura Norris, fille de John Norris, de Witton Park, Norfolk, en 1796. Ils ont onze enfants: 
- Norris John Wodehouse (mai 1798 - 25 mai 1819)
- Henry Wodehouse (1799 - 29 avril 1834), épouse Anne Gurdon et laisse deux fils: 
  - John Wodehouse (1er comte de Kimberley) (1826-1902)
  - Henry Wodehouse (27 mai 1834 - 20 août 1873) obtient le rang de fils cadet d'un baron en 1847. Il épouse Mary Livingstone King, fille de John Pendleton King (en), ne laisse aucune descendance. Sa veuve épouse plus tard Henry Paget, 4e marquis d'Anglesey
- Sophia Laura Wodehouse (13 janvier 1801 - 1869), mariée à Raikes Currie (en) en 1825
- Capt. Edward Thornton-Wodehouse (5 juin 1802 - 17 mars 1874), RN, épousa Diana Thornton
- Charlotte Laura Wodehouse (2 septembre 1803 - 1878), mariée rév. Richard Phayre
- Henrietta Laura Wodehouse (30 mars 1805 - après 1890), épouse John David Chambers en 1834
- Berkeley Wodehouse (14 mai 1806 - 13 septembre 1877), marié à Fanny Holmes
- Caroline Elizabeth Laura (29 décembre 1810 - 1856), épouse John Whaites en 1836
- Cornet Hon. Bertram Wodehouse (30 avril 1813 - 11 octobre 1856)
- Alfred Wodehouse (10 juin 1814 - 6 septembre 1848), épouse Emma Hamilton Macdonald en 1840
- Emma Laura Wodehouse (décédé en 1820)

Il meurt en 1846, à l'âge de 76 ans. Son petit-fils John, homme politique libéral de premier plan, devient comte de Kimberley en 1866 et lui succède à la baronnie.